# 岡山県道73号箕島高松線

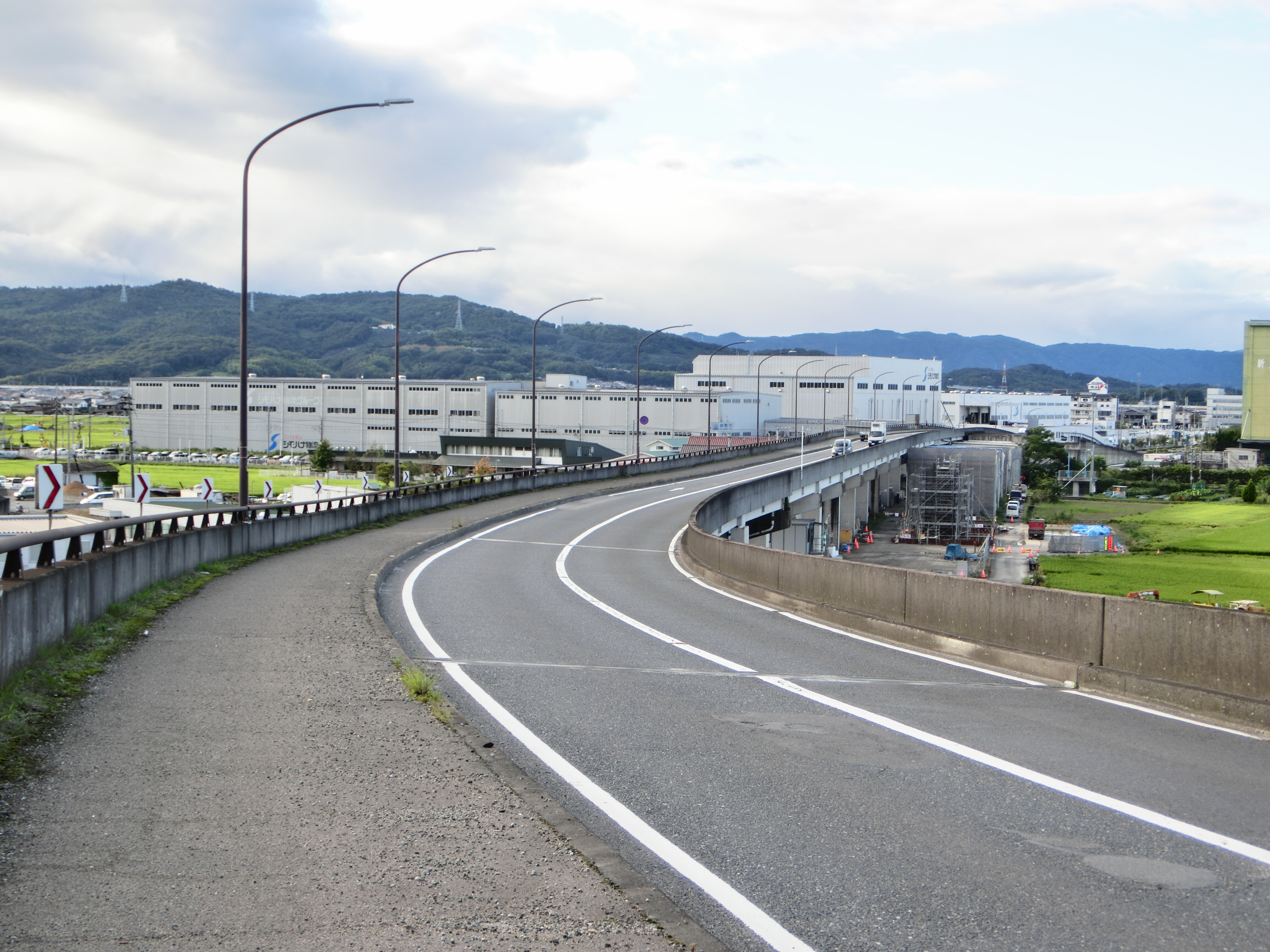
下庄高架橋（岡山市北区）

岡山県道73号箕島高松線（おかやまけんどう73ごう みしまたかまつせん）は、岡山県岡山市南区から倉敷市を経由して岡山市北区を結ぶ県道（主要地方道）である。

## 概要
途中の岡山市北区津寺 - 岡山市北区高松間は道幅が狭く、道路管理者（岡山市）によって大型車通行不能の道路標識（法定外標識）が設置されている。

### 路線データ
- 起点：岡山県岡山市南区箕島（国道2号交点）
- 終点：岡山県岡山市北区高松・備中高松西交差点（国道180号交点）
- 総延長：約10.0 km

## 歴史
- 1993年（平成5年）5月11日 - 建設省から、県道早島吉備線の一部・県道大内田高松線が箕島高松線として主要地方道に指定される[1]。

### 重用区間
- 岡山県道389号吉備津松島線 バイパス（倉敷市上東）
- 岡山県道389号吉備津松島線 現道（倉敷市上東 - 倉敷市西尾間）
- 岡山県道270号清音真金線（岡山市北区加茂）
- 岡山県道701号岡山賀陽自転車道線（岡山市北区津寺）

## 地理

### 通過する自治体
- 岡山市（南区）
- 倉敷市
- 岡山市（北区）

### 交差する道路
| 交差する道路                                                                                    | 市町村名 | 市町村名 | 交差する場所 | 交差する場所            |
| ----------------------------------------------------------------------------------------------- | -------- | -------- | ------------ | ----------------------- |
| 国道2号 / 岡山バイパス                                                                          | 岡山市   | 南区     | 箕島         | 起点                    |
| 岡山県道153号早島吉備線                                                                         | 岡山市   | 北区     | 大内田       | [ 注釈 1 ]              |
| 岡山県道162号岡山倉敷線                                                                         | 倉敷市   | 倉敷市   | 下庄         | 流通センター入口交差点  |
| 岡山県道389号吉備津松島線 / バイパス 重複区間起点                                               | 倉敷市   | 倉敷市   | 上東         | ばら園北口交差点        |
| 岡山県道389号吉備津松島線 / 現道 重複区間起点 岡山県道389号吉備津松島線 / バイパス 重複区間終点 | 倉敷市   | 倉敷市   | 上東         |                         |
| 岡山県道389号吉備津松島線 / 現道 重複区間終点                                                   | 倉敷市   | 倉敷市   | 西尾         |                         |
| 岡山県道700号岡山総社自転車道線                                                                 | 倉敷市   | 倉敷市   | 矢部         |                         |
| 岡山県道270号清音真金線 重複区間起点                                                            | 岡山市   | 北区     | 加茂         |                         |
| 岡山県道270号清音真金線 重複区間終点 岡山県道700号岡山総社自転車道線                            | 岡山市   | 北区     | 加茂         |                         |
| 岡山県道701号岡山賀陽自転車道線 重複区間起点                                                    | 岡山市   | 北区     | 津寺         |                         |
| 岡山県道701号岡山賀陽自転車道線 重複区間終点                                                    | 岡山市   | 北区     | 津寺         |                         |
| 国道180号                                                                                       | 岡山市   | 北区     | 高松         | 備中高松西交差点 / 終点 |